# Universidade de Carachi
A Universidade de Carachi (Urdu: جامعہ كراچى) ou UK é uma universidade pública localizada em Karachi, no Paquistão. Serve uma população estudantil no campus de mais de 24 mil alunos. De acordo com a Comissão de Ensino Superior do Paquistão (HEC), que é classificada entre as melhores universidades do país. A universidade tornou-se conhecida por produzir a maior quantidade de produção científica em termos de patentes internacionais, artigos revisados, revistas científicas e organização regular de conferências acadêmicas. Em 2008, a universidade entrou no THE-QS World University Rankings para o top 500 universidades em todo o mundo.

## Ligações Externas
- Official Website of the University of Karachi
- Karachi University Alumni website
- A forum for the students of Karachi University
- Pakstudy (University of Karachi Section)